# Mark Tuitert
Mark Jan Hendrik Tuitert (* 4. dubna 1980 Holten, Overijssel) je nizozemský rychlobruslař.
Na juniorském světovém šampionátu se objevil poprvé v roce 1998, kdy vybojoval stříbrnou medaili, o rok později již toto mistrovství vyhrál. Na seniorských mezinárodních závodech debutoval v roce 2000, kdy startoval na Světovém poháru. Zúčastnil se také Mistrovství Evropy 2001, to však nedokončil. V roce 2003 získal na evropském šampionátu bronz, na světovém vícebojařském byl čtvrtý. Ještě úspěšnější byla jeho následující sezóna. Tehdy Mistrovství Evropy vyhrál, na Mistrovství světa ve víceboji byl pátý, získal stříbro v závodě na 1500 m na Mistrovství světa na jednotlivých tratích a zvítězil v celkovém hodnocení Světového poháru 2003/2004 na trati 1500 m. V ročníku 2004/2005 obhájil vítězství ve Světovém poháru na distanci 1500 m, obhájil také stříbro na téže trati na Mistrovství světa, kde navíc pomohl nizozemskému týmu vybojovat zlato ve stíhacím závodu družstev, a evropský šampionát dokončil jako čtvrtý. Na Zimních olympijských hrách 2006 startoval pouze v závodu družstev, z něhož si nizozemský tým odvezl bronzovou medaili. V dalších sezónách nastupoval na mezinárodní scéně především do závodů Světového poháru. Výrazného úspěchu však dosáhl na zimní olympiádě 2010, kde zvítězil v závodě na 1500 m, přičemž tuto zlatou medaili doplnil obhajobou bronzu ze závodu družstev; kromě toho byl pátý na trati 1000 m. Velkých akcí se v následujících sezónách příliš neúčastnil, ve Světovém poháru také nestartoval zcela pravidelně. Sezónu 2012/2013 zakončil na Mistrovství světa na jednotlivých tratích nedokončeným závodem na 1000 m a sedmým místem na patnáctistovce. Zúčastnil se Zimních olympijských her 2014, kde se v závodě na 1000 m umístil na 10. místě, na patnáctistovce skončil pátý.